# Metallactus
Metallactus is een geslacht van kevers uit de familie bladkevers (Chrysomelidae).
De wetenschappelijke naam van het geslacht werd in 1866 gepubliceerd door Suffrian.

## Soorten
- Metallactus mosei Schoeller, 2003[3]
- Metallactus hamifer Suffrian, 1866[1]
- Metallactus abditus Sassi, 2019[4]
- Metallactus chamorroi Sassi, 2019[4]
- Metallactus dicaprioi Sassi, 2019[4]
- Metallactus madefactus Sassi, 2019[4]
- Metallactus praetorius Sassi, 2019[4]
- Metallactus viator Sassi, 2019[4]
- Metallactus albopictus Suffrian, 1866[1]
  - =[4] Griburius persimilis Burmeister, 1877[5]
- Metallactus octoguttatus (Burmeister, 1877)
  - =[4] Griburius octoguttatus Burmeister, 1877[5]
- Metallactus kollari Suffrian
- Metallactus rileyi Sassi, 2018[6]
- Metallactus bellatrix Sassi, 2018[6]
- Metallactus longicornis Sassi, 2018[6]
- Metallactus londonpridei Sassi, 2018[6]
- Metallactus regalini Sassi, 2018[6]
- Metallactus bezoar Sassi, 2018[6]
- Metallactus guarani Sassi, 2018[6]
- Metallactus albipes Suffrian, 1866[1]
  - =[6] Metallactus nigrofasciatus Suffrian, 1866[1]
- Metallactus albifrons Suffrian, 1866[1]
  - =[6] Metallactus flavofrontalis Jacoby, 1907
- Metallactus dodecastictus Suffrian, 1866[1]
  - =[6] Griburius nigritarsis Jacoby, 1907
- Metallactus sekerkai Sassi, 2012[7]
- Metallactus quadriophthalmus Sassi, 2012[7]
- Metallactus obilis Suffrian, 1866[1]
- Metallactus peruanus Jacoby, 1907
- Metallactus minax Suffrian, 1866[1]
- Metallactus abbreviatulus Suffrian, 1866[1]
- Metallactus albivittis Suffrian, 1866 [1]
- Metallactus argentinensis Jacoby, 1907
- Metallactus bivitticollis (Jacoby, 1907)
  - = Cryptocephalus bivitticollis Jacoby, 1907
- Metallactus divisus Jacoby, 1907
- Metallactus generosus Suffrian, 1866[1]
- Metallactus inustus Suffrian, 1866[1]
- Metallactus luniger Suffrian, 1866[1]
- Metallactus nigrovittis Jacoby, 1907
- Metallactus patagonicus Suffrian, 1866[1]
- Metallactus pollens Suffrian, 1866[1]